# Jane Ngwenya
Pour les articles homonymes, voir Ngwenya.
Jane Lungile Ngwenya, connue sous le nom de Jane Ngwenya, née à Njanja, Buhera dans le Manicaland au Zimbabwe le 15 juin 1935 et morte à Bulawayo le 5 août 2021,, est une femme politique zimbabwéenne, ancienne parlementaire et vice-ministre du Travail, de la planification de la main-d'œuvre et de la protection sociale nommé lors du premier gouvernement formé à l'indépendance du Zimbabwe en 1980. Elle a été une révolutionnaire, une héroïne contre la ségrégation raciale et luttait pour la fin de la domination de la minorité blanche en Rhodésie.
Ngwenya était la seule femme parmi les mouvements nationalistes qui formaient le Parti National Démocratique (PND) en 1960, également la première femme à être dans l’exécutif national de la ZAPU (Zimbabwe African Peoples Union).

## Biographie

### Jeunesse et études
L'unique fille de Gérard Ngwenya, un sotho d’Afrique du Sud venu en Rhodésie du sud en tant que missionnaire de l’église méthodiste, Jane Ngwenya a été par la suite élevée par ses grands-parents maternels après la mort de son père.
Elle a fait ses études primaires en premier Standard à l’école primaire de Gwelo en 1941 qui était près de la ferme de son grand-père qui élevait du bétail  bovins et son deuxième Standard à l'école de Madende qui se trouve dans la province du Manicaland au Zimbabwe.
Logé à Que Que, une petite ville des midlands en 1946, puis à Selukwe en 1947, Jane Ngwenya déménageait d’une ville à l’autre, car elle était sous la garde de son grand-père policier. Elle poursuit ses études à l’école Charles Wraith African School où elle a fait son sixième Standard en 1949 à l’âge de 14 ans, une école négociée par les Africains car à cette époque de colonisation britannique de la Rhodésie, l’accès à l’éducation pour les noirs était limité. 
Elle a été institutrice à Que Que avant son entrée à la politique et a enseigné à Webster Shamu Sub A et B.

### Vie privée
Elle s’est mariée en 1952 avec Georges Tinarwo, à Mzilikazi, un quartier de Bulawayo. Jane Ngwenya a eu son premier enfant en 1953 qui porte le nom d'Emmanuel Tinarwo puis Elisabeth et Shingirai. Ses deux enfants Emmanuel et Elisabeth sont décédés. Elle a divorcé en 1960, car son mari insistait pour qu'elle abandonne la politique mais elle a sacrifié son mariage pour la liberté de son pays et ne s'est jamais remariée.

### Engagement politique
La carrière politique de Jane Ngwenya a été promu par les fondateurs du nationalisme zimmbabwéen tels que Joshua Nkomo, Benjamin Burombo, Joseph Msika et Josiah Chinamano ainsi que par le futur président du Zimbabwe Robert Mugabe.
Son aversion pour les blancs et son engagement politique a commencé depuis que son grand-père a été battu, son bétail emporté et emprisonné à plusieurs reprises. 
Elle a intégré en 1952 le Congrès national africain (ANC) qui était un parti politique actif et engagé dans la promotion du bien-être des indigènes africains. En 1953, elle a rencontré Benjamin Burombo dans une réunion où il évoquait la situation déplorable que vivaient les Africains à l’époque. À partir de ce moment, elle a commencé à suivre Burombo et d’autres syndicalistes qui parlaient de politique.
En février 1959, l’ANC a été interdit, Jane Ngwenya a été en prison pour trois semaines avec son jeune enfant, Elisabeth âgée de deux ans, ce qui est la cause de la rupture de son mariage.
En janvier 1960, elle était la seule femme parmi les membres fondateurs du Parti National Démocratique (NPD) qui fut créé lors d’un congrès à Salisbury. En 1961, elle a représenté son parti politique au Caire en compagnie des autres militants Jason Moyo et Morton Malianga pour assister à la conférence de tous les peuples africains, d'où la constitution de l'Organisation de l'Unité Africaine (OUA), mais également la formation de l'Organisation Panafricaine des Femmes au même moment. 
Jane Ngwenya  était la première femme dans l'exécutif national du ZAPU en 1961 et le seul survivant, elle occupait le poste de secrétaire national des Affaires des femmes.
Jane Ngwenya a été arrêtée a plusieurs reprises en 1963 pour avoir influencé les noirs de Rhodésie à se rebeller contre le gouvernement du front rhodésien dirigé par Winston Field puis par Ian Smith, lequel allait déclarer contre la Grande Bretagne, l'indépendance unilatérale de la Rhodésie en 1965. Elle a passé trois mois à la prison de Gwelo, restée ensuite à la prison de Wha-Wha entre 1964 et 1975 et luttait aussi pour changer la situation des femmes dans la prison.
Le 22 juin 1977, elle est blessée lors de l'explosion d’une bombe en Zambie gardant des séquelles par la suite (mal de dos). En 1979, elle participe en Grande-Bretagne aux négociations de la conférence de Lancaster House face au gouvernement britannique et à celui du Zimbabwe-Rhodésie qui aboutit à solder le problème rhodésien et à l'indépendance du Zimbabwe en avril 1980. 
Élue à la chambre d'assemblée pour la circonscription de Bulawayo, elle est vice-ministre du Travail, de la main d'œuvre et de la protection sociale de 1980 à 1985 dans le gouvernement de Robert Mugabe.
Elle était active dans la promotion et le soutien des anciens combattants et des détenus.